# Прингл (Пенсилванија)
Прингл (енгл. Pringle) град је у америчкој савезној држави Пенсилванија.

## Демографија
По попису из 2010. године број становника је 979, што је 12 (-1,2%) становника мање него 2000. године.
| Група             | 2000.       | 2010.       |
| Белци             | 980 (98,9%) | 952 (97,2%) |
| Афроамериканци    | 0 (0,0%)    | 3 (0,3%)    |
| Азијати           | 0 (0,0%)    | 2 (0,2%)    |
| Хиспаноамериканци | 10 (1,0%)   | 18 (1,8%)   |
| Укупно            | 991         | 979         |